# Rue Belgrand
La rue Belgrand est une voie située dans le quartier Saint-Fargeau du 20e arrondissement de Paris.

## Situation et accès
La rue longe la mairie du 20e arrondissement et le square Édouard-Vaillant auquel elle donne accès. Au no 6 de la rue se trouve le cinéma MK2 Gambetta, anciennement Gambetta-Palace, construit par l'architecte Henri Sauvage en 1920, qui possède une façade Art nouveau classée.
La rue Belgrand est desservie par les lignes 3 et 3 bis à la station Gambetta et 3 et Tram T3b à la station Porte de Bagnolet.

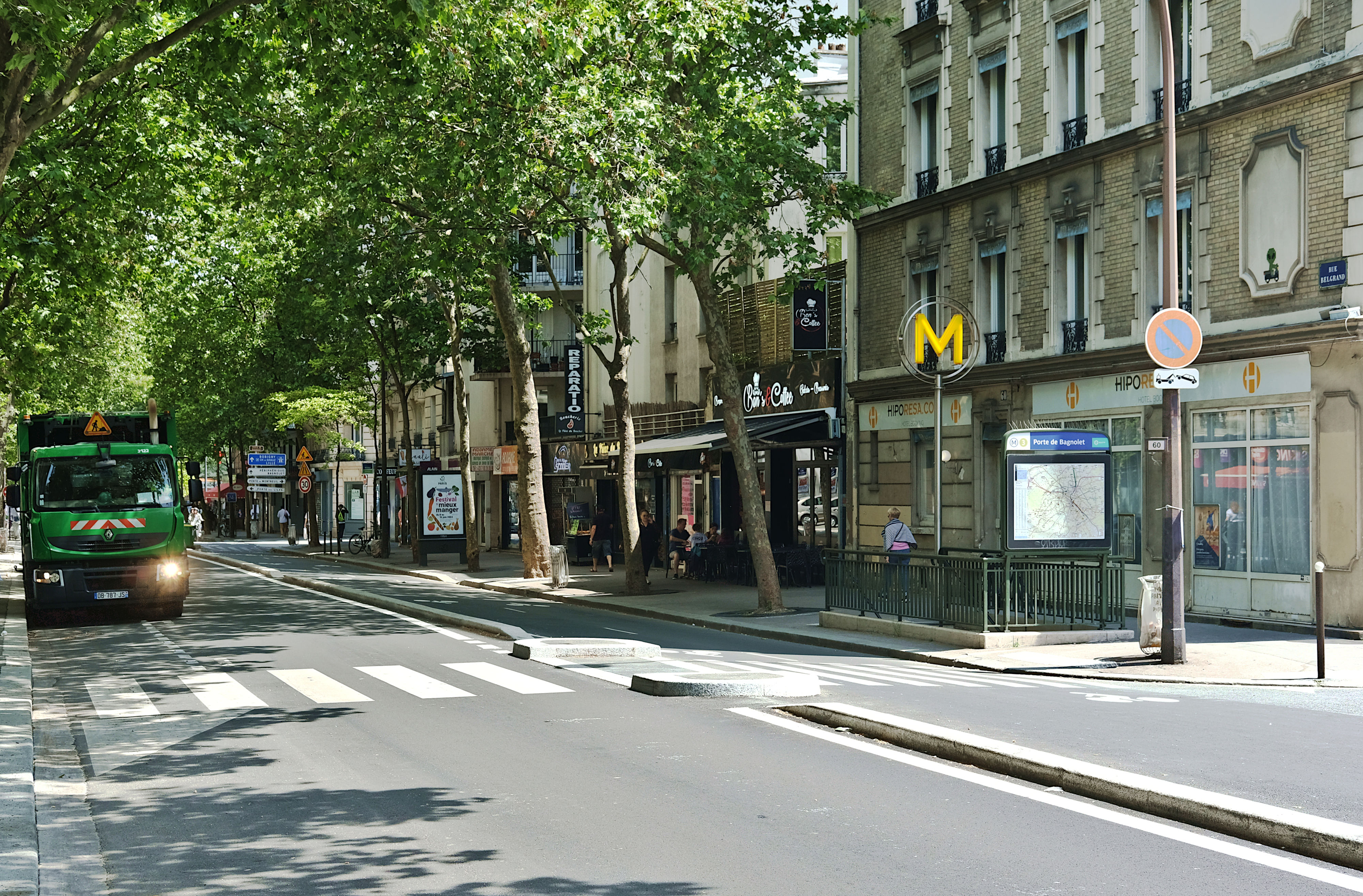
La rue Belgrand en 2024.
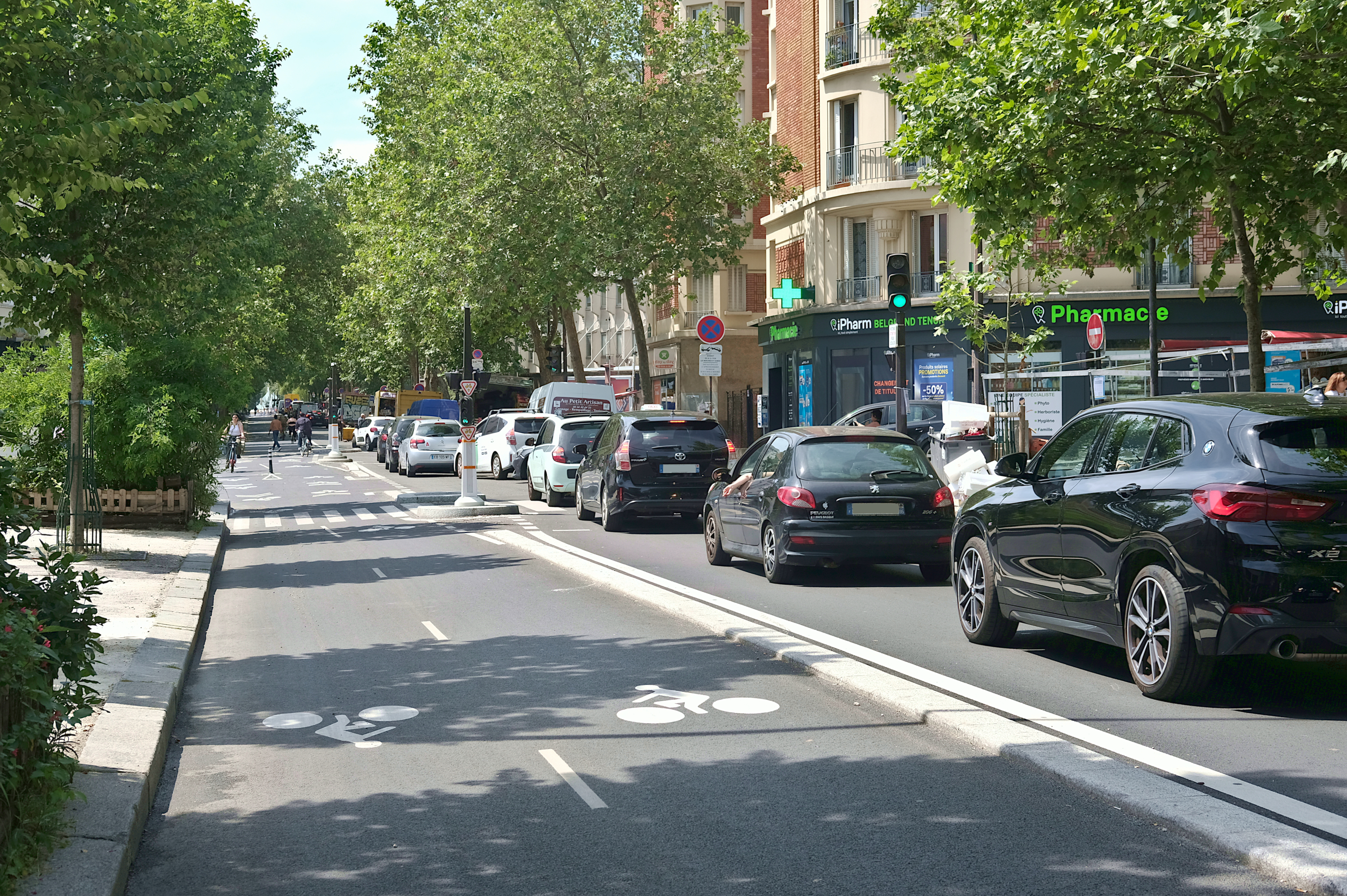
La rue Belgrand au niveau de la place Edith-Piaf.

## Origine du nom
Elle porte le nom de l'ingénieur et géologue français, inspecteur général des Ponts et Chaussées Marie François Eugène Belgrand (1810-1878) à qui on doit le bassin de Montsouris et les égouts de Paris.

## Historique

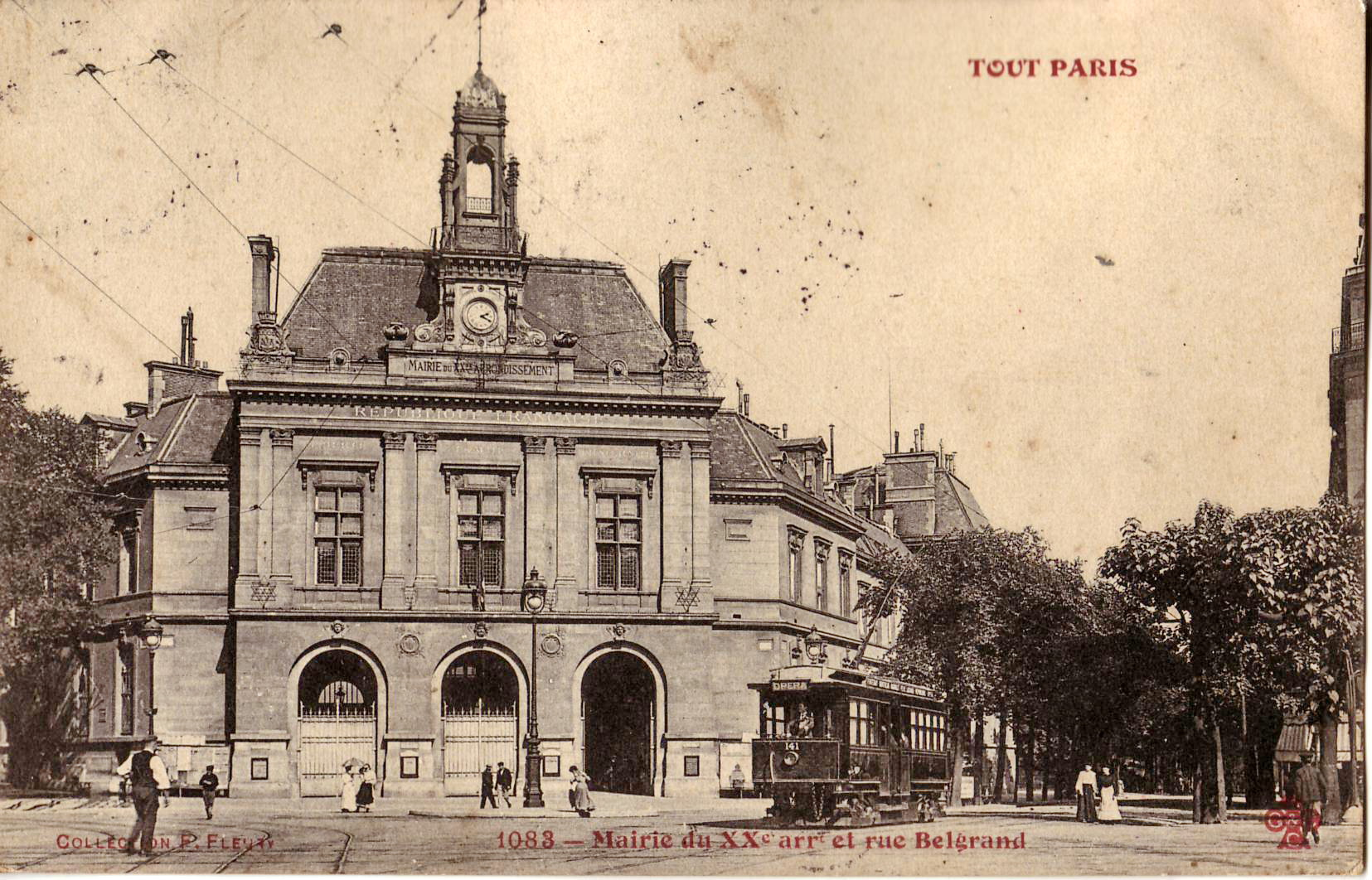
Tramway de l'Est Parisien sur la rue Belgrand.

Cette voie est une ancienne partie de la « rue Sorbier » ouverte par un décret du 28 juillet 1862. Détachée de cette voie, elle prend sa dénomination actuelle par un décret du 23 juin 1879.

## Bâtiment remarquable
- No 6, à l'angle avec la rue du Cher : cinéma MK2 Gambetta, anciennement Gambetta-Aubert-Palace puis Gaumont-Gambetta, fondé en 1928. Le bâtiment est réalisé par l'architecte Henri Sauvage. La façade, ornée de bas-releifs (palmettes et masques de théâtre), est protégée monument historique. En 1970, la salle unique est divisée en trois salles, augmentées de deux nouvelles en 1980. Le cinéma rejoint le circuit MK2 en 1990[1].